# Plantagineae
Plantagineae je tribus trpučevki čija su tri roda sa 270 vrsta raširena po cijelom svijetu. Rod Aragoa sa svojih 19 vrsta ograničen je na Venezuelu i Kolumbiju. Jednogodišnje i dvogodišnje raslinje i trajnice.

## Rodovi
1. Littorella P.J.Bergius  (3 spp.)
2. Aragoa Kunth  (19 spp.)
3. Plantago L. (240 spp.)

## Galerija
- Littorella uniflora
- Plantago rhodosperma
- Plantago arborescens